# Carex dunniana
Carex dunniana är en halvgräsart som beskrevs av Augustin Abel Hector Léveillé. Carex dunniana ingår i släktet starrar, och familjen halvgräs. Inga underarter finns listade i Catalogue of Life.